# Sách A-mốt
Sách A-mốt là một trong những sách Nevi'im (có nghĩa là "các ngôn sứ" trong tiếng Do Thái) và là một trong những sách Cựu Ước trong Thánh Kinh của Kitô giáo. A-mốt là một trong những tiểu tiên tri trong số các ngôn sứ của Cựu Ước.
A-mốt sống cùng thời với hai ngôn sứ khác là Hô-sê và I-sai-a vào khoảng năm 750 trước Công nguyên trong khi Gia-róp-am II làm vua của Vương quốc Israel (năm 788–747 trước Công nguyên), và Ô-xia làm vua của Vương quốc Giu-đa. A-mốt sống trong Vương quốc Giu-đa nhưng rao giảng ở Vương quốc Israel phía bắc. Ông viết về những bất công trong xã hội, quyền năng của Thiên Chúa, sự phán xét và sự phục hồi sau cùng. Thông điệp thật khắc nghiệt, nhưng A-mốt cũng đã viết một số phần mang đậm chất thơ nhất của Thánh Kinh.
Sách A-mốt có 9 chương. Trong chương đầu tiên, A-mốt nói (tuyên sấm) rằng Thiên Chúa sẽ trừng phạt nhiều quốc gia xung quanh Israel. Ở chương thứ hai, ông dùng những lời tương tự để nói (tuyên sấm) rằng Giu-đa và Israel cũng sẽ bị trừng phạt. Phần còn lại của sách cho biết lý do của sự trừng phạt đó trước khi kết thúc sách với một lời hứa rằng sau đó Israel sẽ được phục hồi.
Sách A-mốt có một số câu nổi tiếng được những lãnh đạo tôn giáo và những người đấu tranh cho công lý trích dẫn trong các diễn văn về các vấn đề hiện nay như vấn đề phân biệt chủng tộc.
Câu 24 trong Chương 5 chép rằng "Ta chỉ muốn cho lẽ phải như nước tuôn trào, cho công lý như dòng suối không bao giờ cạn." Câu này thường được Martin Luther King Jr. trích dẫn.
Câu 1 của Chương 6 chép rằng "Khốn cho những kẻ sống yên ổn tại Xi-on, và sống an nhiên tự tại trên núi Sa-ma-ri [...]." Đây là một lời cảnh báo cho những ai cho rằng họ sẽ được an toàn khi đối diện với sự phán xét của Thiên Chúa vì họ thấy hiện tại mọi thứ đang diễn ra tốt đẹp.